# 司空馬
司空馬（しくう ば、生没年不詳）は中国の戦国時代末期の政治家。秦で呂不韋に仕えたのち、趙に赴いて幽繆王に仕えるも献策が用いられず職を辞して趙をあとにし、その際趙の辿る運命について予見した。

## 経歴
秦で呂不韋に仕えた司空馬は呂不韋が秦を追われると、趙に赴きそこで仮の宰相となった。
秦が攻めてきた際、司空馬は幽繆王に秦と趙の法から将兵の質や民の貧富に国の治安や宰相に至るまでの両国の国力の差を説き、このままでは趙は秦に勝つことは出来ないため、趙の領土の半分を秦に割譲し、これをもって他の五国に趙が領土の半分を失うことで自国にも秦により滅亡するという危機感を持たせることで幽繆王が盟主として山東の六国で合従して秦に対抗すること、これが成れば秦を滅ぼすこともできると献策した。
これに対し幽繆王はかつて河間の十二の城を秦に割譲したが領土は減り、趙の兵は弱まったが秦の脅威は強まる一方であり、今また趙の領土を割いて秦に譲ち、その力を強くすれば趙は滅ぶ。別の献策をして欲しいと答えた。司空馬は自らは今まで秦で書記として働いてきて武官としての経験はないが、趙軍の指揮を任せて欲しいと献策した。しかし趙王が司空馬を趙の将軍にすることはなかった。司空馬は自らの計は趙王に不要であるからと職を辞し、趙を去ることにした。
司空馬が趙を去るため平原の渡し場を渡ろうとした際、平原津の長官である郭遺が司空馬を労い秦に攻められた趙の未来を問うた。司空馬は趙王は私の策を用いなかったから趙は必ず滅ぶだろうと答えた。郭遺が何時滅ぶかと問うと、司空馬は趙が武安君・李牧を将軍として用いるなら1年は持ち、もしも武安君を殺せば半年持たない。司空馬は続けて趙王のそばに親しく仕える韓倉という人物が賢者を憎み功臣を妬む性質を持ち、今の国の危機に趙王は韓倉の言葉を用いて武安君は必ず死ぬことになるだろうと述べた。
その後、果たして韓倉は趙王に李牧のことを讒言し、王は李牧をほかの者と交代させ、さらに韓倉は趙王の使いとして李牧を自害させた。李牧死したのち5カ月で趙は滅ぶ。
郭遺は諸公と会うと必ずこの時のことを語り「司空馬の言うとおりになってしまった。司空馬が秦を追われたのは無知であったからではない。また趙を去ったのも愚かだったからではない。司空馬が趙を去り趙が滅んだのは賢者が趙に居なかったからではなく、国を滅ぼしたものに賢者を用いる能力が無かったからだ」と語った。

## 登場する作品と演じた人物
- 『亂世英雄呂不韋（中国語版）』 - 2001年放映の中国制作の時代劇ドラマ。演：張志紅
- 『秦時麗人明月心（中国語版）』 - 2017年放映の中国制作の時代劇ドラマ。演：周曉鵬
- 『始皇帝 天下統一』 - 2020年放映の中国制作の時代劇ドラマ（原題：大秦賦）。演：金玄雨。